# Moreno Trevisiol
Moreno Trevisiol (Treviso, 29 aprile 1963) è un ex rugbista a 15, allenatore di rugby a 15 e dirigente sportivo italiano, già consigliere della Federazione Italiana Rugby.

## Biografia
Moreno Trevisiol inizia la propria carriera nel 1975 nelle file della Tarvisium, come capitano delle giovanili, conquistando due titoli nazionali di categoria. Passato alla Benetton milita nel club dal 1982 al 1996 collezionando 219 presenze nel massimo campionato italiano oltre ai gradi di capitano e 6 scudetti vinti.
Dopo aver vestito la maglia della Nazionale giovanile, esordisce in Nazionale maggiore nel 1988 sotto la gestione dell'allora C.T. Marco Bollesan, nella partita contro la Francia giocata a Monte Carlo. Lascia l'attività internazionale dopo la Coppa del Mondo 1995 disputata in Sudafrica. Dopo il ritiro da giocatore passa alla carriera da allenatore delle giovanili del Benetton, conquistando 4 titoli nazionali nei campionati di categoria Under-21 e Under-18. Oltre alle giovanili della Benetton allena il Riviera in serie B ed il Veneziamestre Eccellenza.
Eletto consigliere federale della Federazione Italiana Rugby nel 2000, Trevisiol si è visto rinnovare per altre due volte il mandato quadriennale fino al 2012.

## Palmarès
- Campionati italiani: 6
1982-83, 1988-89, 1991-92, 1996-97, 1997-98, 1998-99
- Coppe Italia: 1
1997-98